# Islam Shah Suri
Islam Shah Suri (* um 1510; † 22. November 1554) war der zweite Sultan der kurzlebigen, aber in der Mitte des 16. Jahrhunderts über weite Teile Nordindiens herrschenden Suriden-Dynastie. Sein eigentlicher Name war Jalal Khan.

## Biografie

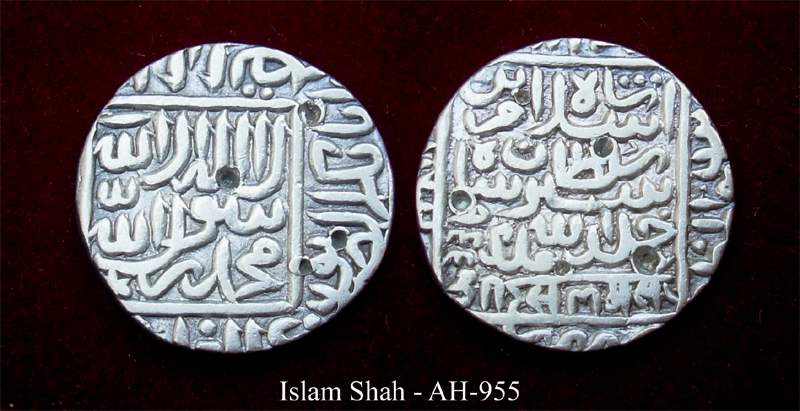
Silberrupie Islam Shahs

Jalal Khan war der zweite Sohn Sher Khan Suris. Nach dessen Tod im Jahr 1545 bestimmte eine Versammlung der Noblen ihn zu dessen Thronfolger; der ältere Bruder Adil Khan wurde übergangen. Jalal Khan nahm den Herrschernamen „Islam Shah“ an und versuchte, nachdem eine angebliche oder tatsächliche Verschwörung aufgedeckt worden war, seinen älteren Bruder gefangenzusetzen, doch dieser entkam und stellte ein Heer zusammen. Es kam zu einer Schlacht bei Agra, in der Adil Khan jedoch eine deutliche Niederlage erlitt. Islam Shah wandte sich daraufhin gegen die Unterstützer seines Bruders und beschnitt ihre Privilegien und militärischen Ränge; außerdem hob er zahlreiche Hindus (darunter auch Hemu) in hohe Staatsämter, was weitere Unruhen zur Folge hatte. Aber er reformierte auch das Militär- und  Gerichtswesen und gilt insgesamt als würdiger Nachfolger seines Vaters. Islam Shah starb im November 1554.

## Nachwirkungen
Sein erst 12-jähriger Sohn Firuz Shah folgte ihm nach, doch wurde er wenige Tage darauf ermordet. Das unvollendet gebliebene Mausoleum Islam Shahs steht ca. 1 km nördlich von dem seines Vaters in Sasaram, Bihar.